# Agnes Tschurtschenthaler
Agnes Tschurtschenthaler (San Candido, 12 gennaio 1982) è una mezzofondista e siepista italiana, vincitrice di due titoli nazionali assoluti (1500 m indoor nel 2008 e 10 km su strada nel 2010) e che vanta 9 presenze con la Nazionale seniores.

## Biografia
È la sesta migliore siepista italiana di sempre.
Nel 1998 esordisce in una gara internazionale giovanile in occasione delle Gymnasiadi in Cina a Shanghai dove corre sui 1500 m terminando al 5º posto; l'anno seguente, 1999, ottiene lo stesso piazzamento sugli 800 m al Festival olimpico della gioventù europea ad Esbjerg in Danimarca. Lo stesso anno ai Mondiali allieve in Polonia a Bydgoszcz giunge undicesima sui 1500 m.
Nel 1996 vince il suo primo titolo italiano ai campionati italiani cadette si 2000 m.

Nel 2000 vince la medaglia d'argento ai campionati italiani juniores di corsa campestre.
In Cile a Santiago del Cile ai Mondiali juniores esce in batteria sui 1500 m.
Agli Europei juniores in Italia a Grosseto esce in batteria sui 1500 m e poi agli Europei juniores di corsa campestre a Thun in Svizzera conclude al 25º posto individuale e 13º di squadra.
Medaglia di bronzo sui 1500 m agli assoluti di Viareggio nel 2002; durante lo stesso anno è stata poi tre volte ottava ai vari campionati italiani: 1500 e 3000 m agli assoluti indoor ad Ancona e nella corsa campestre a Grosseto
Nel 2004 vince il suo terzo bronzo di fila, sempre nei 1500 m, agli assoluti di Firenze (sesta classificata sui 3000 m negli assoluti al coperto). 

Esordisce con la Nazionale assoluta agli Europei di corsa campestre in Germania ad Heringsdorf, 51º posto individuale ed 11º a squadre; lo stesso anno ha disputato i Mondiali universitari di corsa campestre in Italia a Collegno terminando 33ª nella classifica individuale e 10ª in quella a squadre.
2005, settimo posto sui 3000 m siepi nella Coppa Europa disputata a Firenze e poi nona classificata sui 3000 m siepi alle Universiadi in Turchia a Smirne.

In ambito italiano, tre piazzamenti in altrettante gare ai campionati assoluti: sesta e quarta agli assoluti indoor su 1500 e 3000 m, settima nella corsa campestre.
Agli Europei di Göteborg in Svezia nel 2006 non è andata oltre la semifinale sui 3000 m siepi.

Nei campionati italiani ha vinto la medaglia d'argento sui 3000 m siepi agli assoluti, è stata quinta sui 3000 m agli assoluti indoor e settima nella corsa campestre.
Nel 2007 è stata reclutata dalla Forestale (grado militare di Agente) e l'8 gennaio del 2008 si è arruolata restando fino al 2014.
Bronzo sui 3000 agli assoluti indoor del 2007 ed invece agli assoluti di Padova si è ritirata nella gara dei 3000 m siepi.

Al DécaNation francese a Parigi ha terminato settima sui 3000 m siepi ed a fine anno agli Europei di corsa campestre in Spagna a Toro è stata 38ª e 6ª a squadre.
Tre medaglie vinte, con il suo primo titolo assoluto, ai vari campionati nazionali disputati durante il 2008: campionessa assoluta indoor sui 1500 m, due volte vicecampionessa agli assoluti di Cagliari su 1500 m e 3000 m siepi; inoltre è giunta quarta sui 3000 m agli assoluti al coperto ed al 12º posto nella corsa campestre.
2009, vicecampionessa assoluta sui 1500 m; quarta classificata nella corsa campestre e poi si è ritirata in finale sui 3000 m agli assoluti indoor.
Ottava nei 1500 m in Italia a Pescara in occasione dei Giochi del Mediterraneo e poi quinta sulla stessa distanza in Francia al DécaNation di Parigi.
Nel 2010 vince il suo secondo titolo italiano assoluto nei 10 km di corsa su strada; argento nei 3000 m agli assoluti al coperto (quarta sui 1500 m). Inoltre decima nella corsa campestre e sesta sui 1500 m agli assoluti di Grosseto.

Agli Europei di corsa campestre in Portogallo ad Albufeira è giunta al 43º posto individuale e 6º a squadre.
Piazzamenti ai campionati italiani assoluti del biennio 2011-2012: quinta e quarta su 1500 e 3000 m agli assoluti indoor, ritirata in finale sui 5000 m agli assoluti e decima sui 10 km (2011); settima nella corsa campestre, ritirata nei 3000 m e settima sui 1500 m agli assoluti indoor, sesta nei 5000 m agli assoluti (2012).
Verso la fine del 2013 è entrata in pausa gravidanza.
Il 5 agosto 2014 ha messo alla luce la figlia Greta avuta col compagno Jochen Strobl, ex atleta azzurro della combinata nordica.
È ritornata a gareggiare nel marzo del 2015, dopo un biennio di inattività per infortunio e maternità, prima nella corsa campestre (sesta) e poi con la Stramilano Half Marathon (ottava); quindi è giunta quarta nella corsa in montagna (solo salita).
Durante l'estate del 2015, in pausa maternità, ha gareggiato in una competizione di mountain bike, vincendo in coppia col biker Fabian Rabensteiner, l'XXI edizione della Südtirol Dolomiti Superbike.
Nel dicembre del 2015 partecipa agli Europei di corsa campestre in Francia a Hyères, terminando la gara in 36ª posizione e finendo quinta nella classifica a squadre.

## Record nazionali

### Juniores
- Staffetta 4x400 metri indoor: 3'54"76 ( Vittel, 3 marzo 2001) 
(Sara Scaccabarozzi, Ursula Ellecosta, Agnes Tschurtschenthaler, Elisabetta Petracca)[6]

## Progressione

### 1500 metri
| Stagione | Misura  | Luogo             | Data      | Rank. Mond. |
| -------- | ------- | ----------------- | --------- | ----------- |
| 2012     | 4'25"66 | Ponzano Veneto    | 29-6-2012 |             |
| 2011     | 4'20"82 | Trento            | 19-7-2011 |             |
| 2010     | 4'18"08 | Grosseto          | 30-6-2010 |             |
| 2009     | 4'17"26 | Ratisbona         | 7-6-2009  |             |
| 2008     | 4'19"30 | Trento            | 22-7-2008 |             |
| 2007     | 4'17"74 | Cles              | 23-8-2007 |             |
| 2006     | 4'14"42 | Conegliano        | 26-5-2006 |             |
| 2005     | 4'16"40 | Trento            | 19-7-2005 |             |
| 2000     | 4'21"35 | Piovene Rocchette | 30-7-2000 |             |
| 1999     | 4'30"67 | Bydgoszcz         | 18-7-1999 |             |

### 1500 metri indoor
| Stagione | Misura  | Luogo  | Data      | Rank. Mond. |
| -------- | ------- | ------ | --------- | ----------- |
| 2012     | 4'26"29 | Ancona | 25-2-2012 |             |
| 2011     | 4'32"43 | Ancona | 19-2-2012 |             |
| 2010     | 4'22"19 | Ancona | 27-2-2010 |             |
| 2008     | 4'20"15 | Genova | 23-2-2008 |             |
| 2005     | 4'22"63 | Ancona | 19-2-2005 |             |

### 3000 metri
| Stagione | Misura  | Luogo    | Data      | Rank. Mond. |
| -------- | ------- | -------- | --------- | ----------- |
| 2012     | 9'15”74 | Nembro   | 10-7-2012 |             |
| 2011     | 9'13”21 | Trento   | 2-8-2011  |             |
| 2010     | 9'13”97 | Padova   | 3-9-2010  |             |
| 2009     | 9'15”68 | Rovereto | 1-9-2009  |             |
| 2008     | 9'02”05 | Rovereto | 10-9-2008 |             |
| 2007     | 9'06”71 | Trento   | 7-8-2007  |             |
| 2006     | 9'15”52 | Rovereto | 30-8-2006 |             |
| 2005     | 9'18”00 | Trento   | 2-8-2005  |             |

### 3000 metri indoor
| Stagione | Misura  | Luogo  | Data      | Rank. Mond. |
| -------- | ------- | ------ | --------- | ----------- |
| 2011     | 9'25"87 | Liévin | 8-2-2011  |             |
| 2010     | 9'07"39 | Ancona | 28-2-2010 |             |
| 2008     | 9'05"40 | Genova | 24-2-2008 |             |
| 2007     | 9'06"52 | Ancona | 18-2-2007 |             |
| 2006     | 9'20"26 | Ancona | 19-2-2006 |             |
| 2005     | 9'21"99 | Ancona | 20-2-2005 |             |
| 2004     | 9'30"28 | Genova | 22-2-2004 |             |
| 2002     | 9'36"75 | Genova | 17-2-2002 |             |

### 3000 metri siepi
| Stagione | Misura   | Luogo    | Data      | Rank. Mond. |
| -------- | -------- | -------- | --------- | ----------- |
| 2010     | 11'03"65 | Firenze  | 5-6-2010  |             |
| 2008     | 10'10"19 | Cagliari | 20-7-2008 |             |
| 2007     | 9'55"26  | Rethymno | 18-7-2007 |             |
| 2006     | 9'58"44  | Kaunas   | 1-7-2006  |             |
| 2005     | 10'01"09 | Luglio   | 27-7-2005 |             |

## Palmares
| Anno | Manifestazione                           | Sede              | Evento        | Risultato  | Prestazione | Note   |
| ---- | ---------------------------------------- | ----------------- | ------------- | ---------- | ----------- | ------ |
| 1998 | Gymnasiadi                               | Shanghai          | 1500 m piani  | 5ª         |             | [ 1 ]  |
| 1999 | Festival olimpico della gioventù europea | Esbjerg           | 800 m piani   | 5ª         |             | [ 1 ]  |
| 1999 | Mondiali allieve                         | Bydgoszcz         | 1500 m piani  | 11ª        | 4’30”67     | [ 7 ]  |
| 2000 | Mondiali juniores                        | Santiago del Cile | 1500 m piani  | Batteria   | 4'28”43     | [ 7 ]  |
| 2001 | Europei juniores                         | Grosseto          | 1500 m piani  | Batteria   |             | [ 1 ]  |
| 2001 | Europei di corsa campestre               | Thun              | Gara juniores | 25ª        | 11’32       | [ 8 ]  |
| 2001 | Europei di corsa campestre               | Thun              | A squadre     | 13ª        | 175 punti   | [ 8 ]  |
| 2004 | Mondiali universitari di corsa campestre | Collegno          | Individuale   | 33ª        | 23’37       | [ 9 ]  |
| 2004 | Mondiali universitari di corsa campestre | Collegno          | A squadre     | 10ª        | 96 punti    | [ 10 ] |
| 2004 | Europei di corsa campestre               | Heringsdorf       | Gara senior   | 51ª        | 19'18       | [ 11 ] |
| 2004 | Europei di corsa campestre               | Heringsdorf       | A squadre     | 11ª        | 161 punti   | [ 11 ] |
| 2005 | Universiadi                              | Smirne            | 3000 m siepi  | 9ª         | 10’12”54    | [ 12 ] |
| 2006 | Europei                                  | Göteborg          | 3000 m siepi  | Semifinale | 10'09”09    | [ 13 ] |
| 2007 | DécaNation                               | Parigi            | 3000 m siepi  | 7ª         | 10'25”50    | [ 14 ] |
| 2007 | Europei di corsa campestre               | Toro              | Gara senior   | 38ª        | 29'03       | [ 15 ] |
| 2007 | Europei di corsa campestre               | Toro              | A squadre     | 6ª         | 140 punti   | [ 16 ] |
| 2009 | Giochi del Mediterraneo                  | Pescara           | 1500 m piani  | 8ª         | 4'17”81     | [ 17 ] |
| 2009 | DécaNation                               | Parigi            | 1500 m piani  | 5ª         | 4'18”66     | [ 17 ] |
| 2010 | Europei di corsa campestre               | Albufeira         | Gara senior   | 43ª        | 29’48       | [ 18 ] |
| 2010 | Europei di corsa campestre               | Albufeira         | A squadre     | 6ª         | 143 punti   | [ 19 ] |
| 2015 | Europei di corsa campestre               | Hyères            | Gara senior   | 36ª        | 27'18       | [ 20 ] |
| 2015 | Europei di corsa campestre               | Hyères            | A squadre     | 5ª         | 118 punti   | [ 21 ] |

## Campionati nazionali
- 1 volta campionessa assoluta dei 10 km di corsa su strada (2010)
- 1 volta campionessa assoluta indoor dei 1500 m (2008)
- 1 volta campionessa cadette sui 2000 m (1996)

1996
- Oro ai Campionati italiani cadetti e cadette, 2000 m

2000
- Argento ai Campionati italiani di corsa campestre, (Roma), 6 km - 22'08 (juniores)[22]

2001
- Bronzo ai Campionati italiani assoluti, (Catania), 1500 m - 4'20"70[23]

2002
- 8ª ai Campionati italiani assoluti indoor, (Genova), 1500 m - 4'28"87[24]
- 8ª ai Campionati italiani assoluti indoor, (Genova), 3000 m - 9'36"75[25]
- 8ª ai Campionati italiani di corsa campestre, (Grosseto), 4 km - 13'18[26]
- Bronzo ai Campionati italiani assoluti, (Viareggio), 1500 m - 4'21"75[27]

2004
- 6ª ai Campionati italiani assoluti indoor, (Genova), 3000 m - 9'30"28[28]
- Bronzo ai Campionati italiani assoluti, (Firenze), 1500 m - 4'20"65[29]

2005
- 6ª ai Campionati italiani assoluti indoor, (Ancona), 1500 m - 4'22"63[30]
- 4ª ai Campionati italiani assoluti indoor, (Ancona), 3000 m - 9'21"99[31]
- 7ª ai Campionati italiani di corsa campestre, (Villa Lagarina), 4 km - 14'21[32]

2006
- 5ª ai Campionati italiani assoluti indoor, (Ancona), 3000 m - 9'20"26[33]
- 7ª ai Campionati italiani di corsa campestre, (Lanciano), 4 km - 13'02[34]
- Argento ai Campionati italiani assoluti, (Torino), 3000 m siepi - 10'07"99[35]

2007
- Bronzo ai Campionati italiani assoluti indoor, (Ancona), 3000 m - 9'06"52[36]
- In finale ai Campionati italiani assoluti, (Padova), 3000 m siepi - r[37]

2008
- Oro ai Campionati italiani assoluti indoor, (Genova), 1500 m - 4'20"15[38]
- 4ª ai Campionati italiani assoluti indoor, (Genova), 3000 m - 9'05"40[39]
- 12ª ai Campionati italiani di corsa campestre, (Carpi), 7 km - 25'46[40]
- Argento ai Campionati italiani assoluti, (Cagliari), 1500 m - 4'19"52[41]
- Argento ai Campionati italiani assoluti, (Cagliari), 3000 m siepi - 10'10"19[42]

2009
- 4ª ai Campionati italiani di corsa campestre, (Porto Potenza Picena), 8 km - 27'56[43]
- In finale ai Campionati italiani assoluti indoor, (Torino), 3000 m - r[44]
- Argento ai Campionati italiani assoluti, (Milano), 1500 m - 4'18"78[45]

2010
- 4ª ai Campionati italiani assoluti indoor, (Ancona), 1500 m - 4'22"19[46]
- Argento ai Campionati italiani assoluti indoor, (Ancona), 3000 m - 9'07"39[47]
- 10ª ai Campionati italiani di corsa campestre, (Formello), 8 km - 31'06[48]
- 6ª ai Campionati italiani assoluti, (Grosseto), 1500 m - 4'18"08[49]
- Oro ai Campionati italiani dei 10 km di corsa su strada, (Pordenone) 10 km corsa su strada - 33'47[50]

2011
- 5ª ai Campionati italiani assoluti indoor, (Ancona), 1500 m - 4'32"43[51]
- 4ª ai Campionati italiani assoluti indoor, (Ancona), 3000 m - 9'28"67[52]
- In finale ai Campionati italiani assoluti, (Torino), 5000 m - r[53]
- 10ª ai Campionati italiani assoluti, (Lucca), 10 km - 35'24[54]

2012
- 7ª ai Campionati italiani di corsa campestre, (Borgo Valsugana), 8 km - 29'02[55]
- 7ª ai Campionati italiani assoluti indoor, (Ancona), 1500 m - 4'26"29[56]
- In finale ai Campionati italiani assoluti indoor, (Ancona), 3000 m - r[57]
- 6ª ai Campionati italiani assoluti, (Bressanone), 5000 m - 16'46"12[58]

2015
- 6ª ai Campionati italiani di corsa campestre, (Fiuggi), 8 km - 28'32[59]
- 4ª ai Campionati italiani di corsa in montagna, (Ortisei), 7 km - 47'25 (solo salita)[60]

## Altre competizioni internazionali
2004
- 12ª nel Cross del Campaccio, ( San Giorgio su Legnano), 6 km - 22'55[61]
- 14ª nel Cross della Vallagarina, ( Villa Lagarina), 5,6 km - 20'59[62]

2005
- 6ª nel Memorial Primo Nebiolo, ( Torino), 3000 m - 9'29”51[63]
- 7ª nella Super League della Coppa Europa, ( Firenze), 3000 m siepi - 10'08”42[64]

2006
- 11ª nel Meeting Internazionale Città di Rieti, ( Rieti), 3000 m siepi - 10'02”82[65]

2007
- 9ª nel Cross della Vallagarina, ( Villa Lagarina), 7,8 km - 28'21[66]

2008
- 4ª nel Cross della Vallagarina, ( Villa Lagarina), 5,6 km - 19'45[67]
- In finale nell'Incontro internazionale indoor Italia-Finlandia, (Ancona), 3000 m - r[68]
- 14ª nel Meeting Internazionale Città di Rieti, ( Rieti), 3000 m siepi - 10'13”56[69]

2009
- 14ª nel Meeting Internazionale Città di Rieti, ( Rieti), 1500 m - 4'17”64[70]

2010
- 11ª nel Cross della Vallagarina, ( Villa Lagarina), 5,5 km - 20'00[71]
- 12ª al Memorial Primo Nebiolo, ( Torino), 1500 m - 4'24”12[72]
- 6ª nella Chiba Ekiden- Leg 6, ( Chiba), 7195 m 24'18[73]

2012
- 8ª nel Cross del Campaccio, ( San Giorgio su Legnano), 6 km - 20'57[74]
- Bronzo nel Cross della Vallagarina, ( Villa Lagarina), 5,5 km - 19'38[75]

2013
- Bronzo nel Cross della Vallagarina, ( Villa Lagarina), 6,44 km - 23'07[76]

2015
- 8ª nella Stramilano, ( Milano), Mezza maratona - 1:15'18[77]
- 8ª nella Morrisons Great Birmingham Run, ( Birmingham), Mezza maratona - 1:20'15[78]